# Melanagromyza senecionella
Melanagromyza senecionella är en tvåvingeart som beskrevs av Spencer 1976. Melanagromyza senecionella ingår i släktet Melanagromyza och familjen minerarflugor. Inga underarter finns listade i Catalogue of Life.